# 百々城 (三河国)
百々城（どうどじょう）は、愛知県岡崎市百々町字東側にあった日本の城（平山城）。

## 概要
松平氏に仕えていた青山氏の居城。築城年は不明だが、永享年間に松平信光が岩津城を築いて松平郷から移った際に、藤原師賢の末裔という青山光教がこれに従い百々に移り、代々居城とした。
『諸家系譜』の青山氏の家譜には、天文2年（1533年）に松平清康が百々村の所有を青山氏に認めた書状の写が記されている。
徳川家康が関東移封となった、天正18年（1590年）頃に、廃城になった。
城跡には青山忠門の墓が建ち、明和8年（1770年）には子孫で篠山藩主の青山忠高によって墓碑が建てられた。

## 現在の状況
現在の七所神社の東方付近が城跡で、県遺跡番号510092として埋蔵文化財包蔵地になっている。